# Глыбочко, Пётр Витальевич
Пётр Вита́льевич Глы́бочко (род. 21 июля 1964, с. Кувшиново, Почепский район, Брянская область, РСФСР, СССР) — российский врач-уролог, академик РАН (2016). С 15 июня 2010 — ректор Первого Московского государственного медицинского университета имени И. М. Сеченова. Делегат 5 международных конференций. Член Высшего совета партии «Единая Россия». Член оргкомитета ежегодного конгресса Российского общества урологов.

## Биография

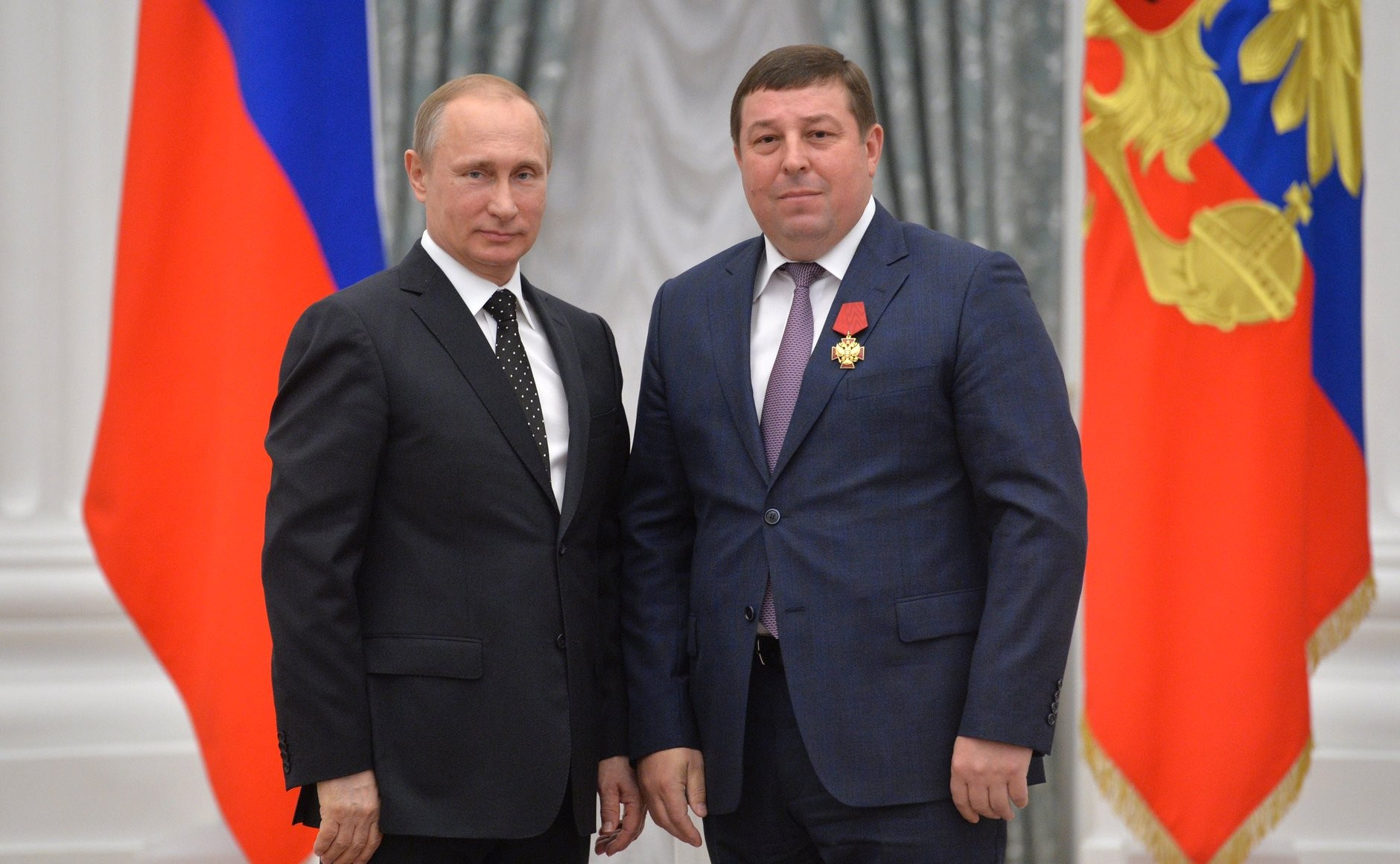
Награждение орденом «За заслуги перед Отечеством» IV степени.
Москва, Кремль, 21 мая 2015 года

Родился 21 июля 1964 года в с. Кувшиново Брянской области в семье рабочих.
В 1991 году окончил Саратовский медицинский институт по специальности «Лечебное дело». В 1991—1993 гг. обучался в клинической ординатуре, а в 1993—1996 гг. — в аспирантуре на кафедре урологии Саратовского государственного медицинского университета. В 1996—2002 годы преподавал на кафедре урологии Саратовского медицинского университета (ассистент, доцент, профессор, заведующий кафедрой), одновременно — главный врач Саратовского областного госпиталя ветеранов войн.
В 2000 году окончил Саратовский государственный социально-экономический университет по специальности «Бухгалтерский учёт и аудит».
14 июня 2002 года избран ректором Саратовского государственного медицинского университета имени В. И. Разумовского. Организовал НИИ фундаментальной и клинической уронефрологии.
24 марта 2010 года был назначен исполняющим обязанности ректора ММА имени И. М. Сеченова; 15 июня 2010 избран ректором Первого МГМУ имени И. М. Сеченова.
В 2013 году окончил Российскую академию народного хозяйства и государственной службы при Президенте Российской Федерации по специальности «Государственное и муниципальное управление».
Директор НИИ уронефрологии и репродуктивного здоровья человека. Председатель Совета ректоров медицинских и фармацевтических вузов России, вице-президент Российского союза ректоров, сопредседатель Российско-китайской ассоциации медицинских университетов. Член Совета по науке и образованию при Президенте РФ (2013—2020), с 2018 года входил в состав президиума Совета.

## Научная деятельность
В 1996 году защитил кандидатскую диссертацию по теме «Функциональные свойства тромбоцитов и антиагрегационная активность сосудистой стенки у больных гестационным пиелонефритом», в 2001 году — докторскую диссертацию по теме «Оптимизация лечения больных с доброкачественной гиперплазией предстательной железы, сочетанной с сенильным остеопорозом».
Член-корреспондент РАМН (28.4.2005), член-корреспондент РАН (2014), академик РАН (2016).
Соавтор более 150 научных трудов, в том числе 9 монографий, 10 учебников и учебно-методических пособий, 38 изобретений, 6 полезных моделей. Член Экспертного совета Высшей аттестационной комиссии Министерства образования и науки РФ.

## Семья
Жена — Галина Хамитовна Глыбочко, кандидат медицинских наук (2007). Имеет троих детей.

## Санкции
6 марта 2022 года после вторжения России на Украину подписал письмо в поддержу российской агрессии. С 9 июня 2022 года находится под персональными санкциями Украины за поддержку войны. Также был внесён ФБК в список коррупционеров и разжигателей войны за поддержку нападения на Украину, 16 марта 2022 года форумом свободной России внесён в санкционный «Список Путина» с предложением введения против него международных санкций.

## Награды
- Орден «За заслуги перед Отечеством» II степени (22 июля 2024) — за заслуги в научно-педагогической деятельности, подготовке высококвалифицированных специалистов и многолетнюю добросовестную работу[15]
- Орден «За заслуги перед Отечеством» III степени (9 сентября 2019) — за заслуги в области здравоохранения и многолетнюю добросовестную работу[16]
- Орден «За заслуги перед Отечеством» IV степени (25 октября 2014) — за большой вклад в развитие здравоохранения, медицинской науки и многолетнюю добросовестную работу[17]
- Орден Почёта (17 марта 2008) — за достигнутые трудовые успехи и многолетнюю добросовестную работу[18]
- Орден «Дружба» (8 июля 2024, Азербайджан) — за особые заслуги в укреплении сотрудничества и взаимных связей между Азербайджанской Республикой и Российской Федерацией в сфере образования[19][20]
- Почётная грамота Президента Российской Федерации (8 ноября 2023) — за заслуги в научно-педагогической деятельности, подготовке квалифицированных специалистов и многолетнюю добросовестную работу[21]
- Благодарность Президента Российской Федерации (7 апреля 2017) — за активное участие в общественно-политической жизни российского общества[22]
- Нагрудный знак «Отличник здравоохранения»
- Почётная грамота Российской академии наук (26 июня 2024) — за многолетний плодотворный труд на благо медицинской науки в области урологии и онкологии, успешную научно-исследовательскую и научно-организационную деятельность, подготовуу научных кадров высшей квалификации и в связи с юбилеем